# Orphnus subfurcatus
Orphnus subfurcatus är en skalbaggsart som beskrevs av Hermann Julius Kolbe 1895. Orphnus subfurcatus ingår i släktet Orphnus och familjen Orphnidae. Inga underarter finns listade i Catalogue of Life.